# Ectropothecium dolosum
Ectropothecium dolosum är en bladmossart som beskrevs av Jules Cardot 1909. Ectropothecium dolosum ingår i släktet Ectropothecium och familjen Hypnaceae. Inga underarter finns listade i Catalogue of Life.